# 2706 Borovský
2706 Borovský là một tiểu hành tinh vành đai chính với chu kỳ quỹ đạo là 1915.1402423 ngày (5.24 năm).
Nó được phát hiện ngày 11 tháng 11 năm 1980.